# Henry Mintzberg

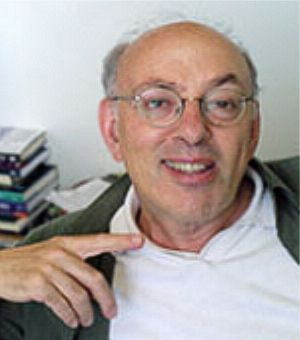
Henry Mintzberg

Henry Mintzberg, OC, OQ, FRSC (* 2. September 1939 in Kanada) ist ein kanadischer Professor für Betriebswirtschaftslehre und Management.

## Leben
Nach einer Ausbildung im Maschinenbau (B. Eng., Industrial Engineering) an der McGill University (Montreal) 1961 arbeitete Mintzberg für Canadian National Railways (1961–1963). Berufsbegleitend studierte er weiter und machte 1962 einen weiteren Bachelor in General Arts (Sir George Williams University) Seinen Master of Science erhielt Mintzberg 1965 am Massachusetts Institute of Technology im Fach Management. Sein Doktorstudium absolvierte er an der MIT Sloan School of Management und präsentierte seine Doktorarbeit The Manager at Work – Determining his Activities, Roles and Programs by Structured Observation 1968.
Mintzberg übernahm eine Professur an der McGill University und lehrte mit Unterbrechungen dort weiter. Professuren und Gastprofessuren hielt Mintzberg am INSEAD (Gastprofessur, 1991–1999), der London Business School (1990–1991), der École des hautes études commerciales (Montreal, 1977–1978), Carnegie Mellon University (1973). 1974–1976 hielt er eine Gastprofessur an der Universität Aix-Marseille. Hier entstand sein nach eigenen Angaben wichtigstes Werk Structuring of organizations: A synthesis of research. Mintzberg war der erste Direktor des gemeinsamen Doktorenprogramms der vier Montrealer Universitäten (1976–1978).
Henry Mintzberg ist verheiratet und hat zwei Töchter.

## Arbeiten
Mintzberg hat mehr als 140 Artikel und zehn Bücher über Management und Strategie verfasst. Nach eigenen Aussagen war dabei sein Ziel, ein lehrbares Fach „Management Policy“ darzustellen. Während er dieses Ziel verfolgte, hat Mintzberg wesentliche Arbeiten für das Fach Strategie, Organisationslehre und allgemeines Management geschrieben.
Seine Arbeit über Organisationsstrukturen (Structuring of organizations: A synthesis of research) gilt zusammen mit einer Arbeit seines Schülers und Kollegen Danny Miller als eine der meistzitierten Publikationen zum Thema (siehe Konfiguration von Mintzberg). In The Rise and Fall of Strategic Planning kritisiert er Planungsabteilungen und -methoden als untauglich, da sie sich auf Inhalte von Strategie konzentrieren, statt zu erklären, wie Strategie entsteht. Das Buch ist ein Standardwerk der Strategielehre.
Neben seinen Arbeiten rund um das Thema Managementausbildung veröffentlicht Mintzberg auch eine Kritik am Lehrbetrieb der Universitäten, wo er sich vehement gegen die typischen Vollzeit-MBA-Programme ausspricht (Managers Not MBAs). Ebenso offen spricht er sich gegen bestimmte Geschäftspraktiken von Fluggesellschaften und Flughäfen aus (Why I hate flying).

## Auszeichnungen
Mintzberg wurde häufig und mit hohen Ehren bedacht. Für seine Verdienste um die Bildung in Kanada wurde er 1998 zum Officer of the Order of Canada und im gleichen Jahr Officier de l’ordre national du Québec. Mintzberg hat bisher zweimal den McKinsey-Award für den besten Artikel des Jahres der Harvard Business Review gewonnen (1975). Daneben trägt er Ehrendoktorwürden der Universitäten Montreal, Concordia, Memorial, McMaster, Simon Fraser, The New School, Lund, Lancaster, Gent, Lüttich, Paris-Dauphine, Genf, Lausanne, Venedig und ESADE.

## Werke
- Understanding Organizations ...Finally!: Structuring in Sevens.   Oakland, CA 2023, ISBN 978-1523000050.
- Managing. San Francisco (Ca) 2009, ISBN 978-1-57675-340-8.
- Manager statt MBAs – eine kritische Analyse. Frankfurt am Main u. a. 2005, ISBN 3-593-37681-4.
- Strategy Safari – eine Reise durch die Wildnis des strategischen Managements. Wien u. a. 1999, ISBN 3-7064-0523-7.
- Die strategische Planung – Aufstieg, Niedergang und Neubestimmung. München/Wien 1995, ISBN 0-13-781824-6.
- Die Mintzberg-Struktur – Organisationen effektiver gestalten. Landsberg am Lech 1992, ISBN 3-478-31470-4.
- The nature of managerial work. New York NY 1973, ISBN 0-06-044556-4.
- The manager's job: folklore and fact. In: Harvard Business Review. Juli–August 1975.
- The structuring of organisations. Englewood Cliffs 1979 N.J.
- Organisationsstruktur: modisch oder passend? In: Harvard-Manager. Band 4, Heft 2,1982.
- Patterns in Strategy Formation. In: Management Science. Vol. 24, 1978, S. 934–48.
- The Structuring of Organisations. Prentice Hall, Hemel Hempstead/Englewood Cliffs, NJ. 1979.
- Crafting Strategy. In: Harvard Business Review. Juli–August 1987, S. 65–75.
- The design school: reconsidering the basic premises of strategic management. In: IEEE Engineering Management Review. Vol. 19, No. 3, 1990, S. 85–112.
- The Rise and Fall of Strategic Planning. Prentice-Hall, Hemel Hempstead 1994.

Mit anderen veröffentlichte Werke:
- mit A. McHugh: Strategy Formation in Adhocracy. In: Administrative Science Quarterly. 1985.
- mit S. Otis, J. Shamsie und J. A. Waters: Strategy of design: a study of „architects in co-partnership“. In: J. Grant (Hrsg.): Strategic Management Frontiers. JAI Press, Greenwich, CT 1986.
- mit J. B. Quinn: The Strategy Process. Prentice Hall, Hemel Hempstead 1991.
- mit J. B. Quinn und S. Ghoshal: The Strategy Process. Prentice-Hall, Hemel Hempstead 1995.
- mit J. A. Waters: Tracking strategy in an entrepreneurial firm. In: Academy of Management Journal. 1982, S. 465–499.
- mit J. A. Waters: Researching the formation of strategies: the history of the Canadian Lady, 1939–1976. In: R. Lamb (Hrsg.): Competitive Strategic Management. Prentice-Hall, Englewood Cliffs, NJ 1984.
- mit J. A. Waters: Of strategies, deliberate and emergent. In: Strategic Management Journal. Vol. 6, 1985, S. 257–272.
- mit B. Ahlstrand und J. Lampel: Strategy Safari: a guided tour through the wilds of strategic management. The Freee Press, a division of Simon & Schuster, New York 1999.